# Ananiasz Zajączkowski

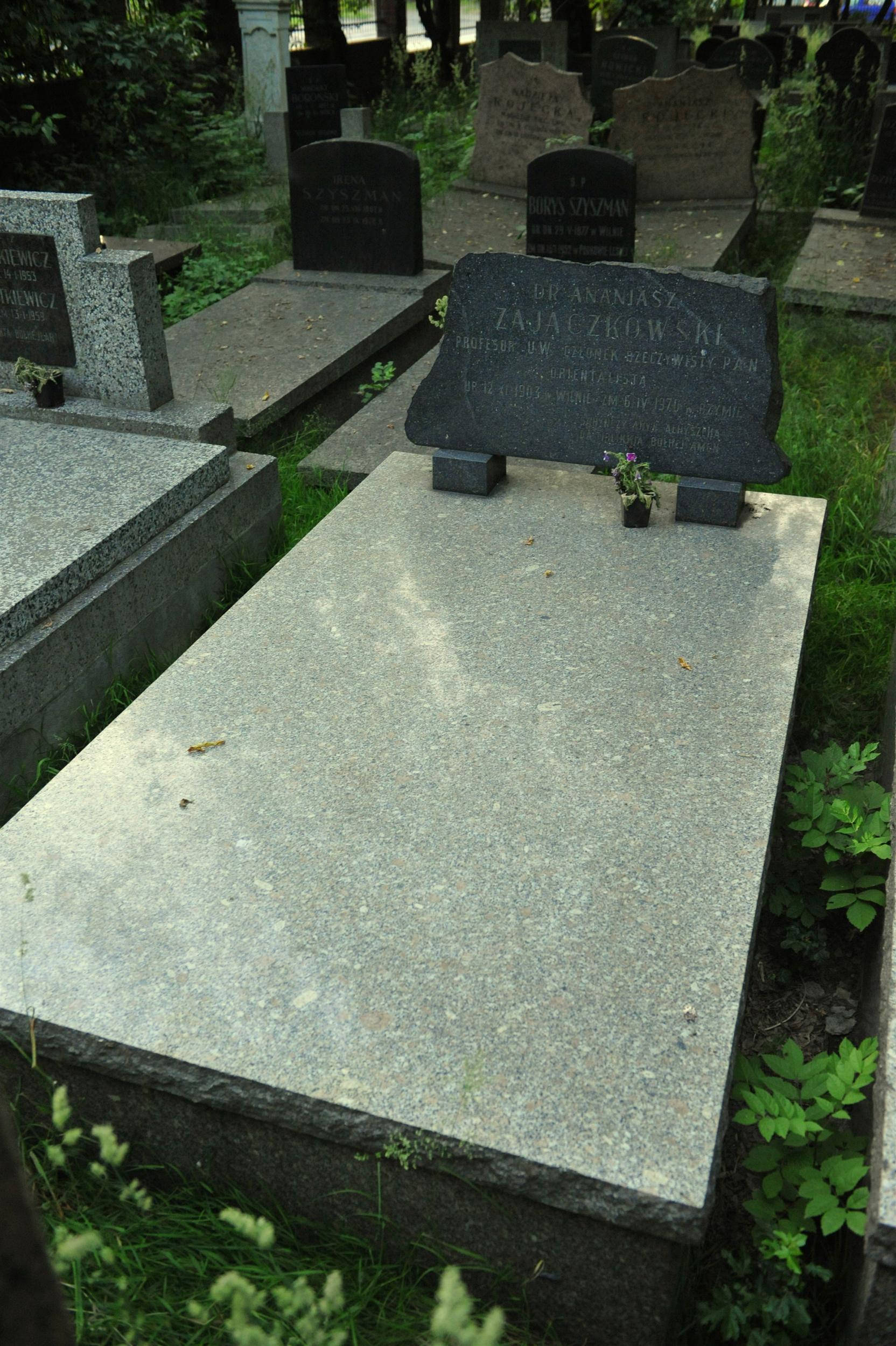
Grób Ananiasza Zajączkowskiego na cmentarzu karaimskim w Warszawie

Ananiasz Zajączkowski (ur. 12 listopada 1903 w Trokach, zm. 6 kwietnia 1970 w Rzymie) – polski orientalista (turkolog), profesor Uniwersytetu Warszawskiego, działacz karaimski, członek Polskiej Akademii Nauk i Polskiej Akademii Umiejętności.

## Życiorys
Był synem Aleksandra (Achiezera), kancelisty sądowego, i Emilii z domu Bezekowicz. Ukończył w 1925 Gimnazjum im. Króla Zygmunta Augusta w Wilnie, następnie odbył studia orientalistyczne na Uniwersytecie Jagiellońskim; w 1929 obronił doktorat na tej uczelni, na podstawie pracy Sufiksy imienne i czasownikowe w języku zachodniokaraimskim. Przyczynek do morfologii języków tureckich, przygotowanej pod kierunkiem Tadeusza Kowalskiego. Jako stypendysta Funduszu Kultury Narodowej uzupełniał studia na uczelniach zagranicznych – w Berlinie, Stambule i Paryżu (1929–1931). Pracował przez rok jako asystent w Katedrze Filologii Orientalnej na Uniwersytecie Jagiellońskim, by przenieść się w 1932 na Uniwersytet Warszawski, na stanowisko starszego asystenta i lektora języka tureckiego w Instytucie Orientalistycznym. W 1933 habilitował się na podstawie rozprawy Studja nad językiem staroosmańskim. Wybrane ustępy z anatolijskotureckiego przekładu Kalili i Dimny i został docentem w Katedrze Turkologii Uniwersytetu Warszawskiego.
Mianowany profesorem nadzwyczajnym w 1935, został jednocześnie kierownikiem Katedry Turkologii (w latach 1945–1950 Katedry Orientalistyki, 1950–1969 ponownie Katedry Turkologii). Kierował również Instytutem Orientalistycznym (1945–1950, 1957–1961) i Zakładem Turkologii i Iranistyki Instytutu Orientalistycznego (od 1969); w 1946 został profesorem zwyczajnym. Ponadto był profesorem i kierownikiem Katedry Orientalistyki Uniwersytetu Wrocławskiego (1945–1950). W latach 1948–1950 był pracownikiem naukowym Studium Języków Wschodnich Instytutu Spraw Międzynarodowych w Warszawie, a 1953–1969 kierownikiem Zakładu Orientalistyki PAN (w ramach Zakładu kierował Pracownią Leksykograficzną i Pracownią Bliskiego i Środkowego Wschodu). Przed II wojną światową prowadził wykłady z turkologii w Szkole Wschodoznawczej w Warszawie (przemianowanej w 1938 na Wyższą Szkołę Żywych Języków Wschodnich). Okres okupacji przepracował w Wydziale Statystycznym miasta stołecznego Warszawy.
Był członkiem czołowych polskich stowarzyszeń naukowych: Towarzystwa Naukowego Warszawskiego (1936 członek korespondent, 1947 członek rzeczywisty), Polskiej Akademii Umiejętności (1948 członek korespondent), Polskiej Akademii Nauk (1952 członek korespondent, 1961 członek rzeczywisty). W Towarzystwie Naukowym Warszawskim kierował Komisją Orientalistyczną; był też przewodniczącym analogicznego Komitetu Orientalistycznego (1952–1959) i Komitetu Nauk Orientalistycznych (1962–1965) PAN. W latach 1948–1958 pełnił funkcję prezesa Polskiego Towarzystwa Orientalistycznego. Był ponadto członkiem korespondentem Société Finno-Ougrienne, członkiem honorowym Tureckiego Towarzystwa Językowego, członkiem Societas Uralo-Altica oraz Wrocławskiego Towarzystwa Naukowego.
Wygłaszał odczyty z turkologii, iranistyki, arabistyki oraz historii średniowiecznej Bliskiego Wschodu m.in. w Instytucie Wschodoznawstwa w Moskwie (1956), na uniwersytecie w Jerozolimie (1957), w Instituto Universitario Orientale w Neapolu (1958), na uniwersytecie w Moguncji (1959), na uniwersytecie w Stambule (1962). Brał udział w pracach Grupy Roboczej Polskiego Komitetu ds. UNESCO. 
Zajmował się turkologią, dziejami średniowiecznej kultury tureckiej, leksykografią, komparatystyką, edytorstwem dzieł kultury. Badał m.in. dzieje, język i kulturę Chazarów. Analizował wpływ języka i literatury perskiej na literaturę turecką, a także polsko-orientalne związki językowe. Interesował się życiem i działalnością Awicenny. Wydał m.in. Sto sentencji i apoftegmatów arabskich Kalifa Ali'ego w parafrazie mamelucko-tureckiej (1968), ogłosił też kilka przekładów. Redagował Słownik karaimsko-rosyjsko-polski oraz czasopisma „Myśl Karaimską” i „Przegląd Orientalistyczny”, ponadto współpracował z „Językiem Polskim” i „Poradnikiem Językowym”. 
Poza pracą naukową pełnił w latach 1945–1970 funkcję zwierzchnika Karaimskiego Związku Religijnego w RP. Jego krewnym (synem stryjecznego brata) był Włodzimierz, również turkolog, profesor Uniwersytetu Jagiellońskiego.
Mieszkał w domach profesorskich Stowarzyszenia Mieszkaniowego Spółdzielczego (Spółdzielni Mieszkaniowej) Profesorów UW w Warszawie przy ul. Brzozowej i Sewerynów, w latach 50. był członkiem zarządu spółdzielni.
Został pochowany na cmentarzu karaimskim w Warszawie.

## Wybrane prace
Opublikował ponad 300 prac naukowych, m.in.:
- Krótki wykład gramatyki języka zachodniokaraimskiego (1931)
- Studja nad językiem staroosmańskim. Wybrane rozdziały z anatolijskotureckiego przekładu Koranu (1937)
- Problem językowy Chazarów (1946)
- Ze studiów nad zagadnieniem chazarskim (1947)
- Dyplomatyka Złotej Hordy w XV wieku (1948)
- Glosy tureckie w zabytkach staropolskich (1948)
- Związki językowe połowiecko-słowiańskie (1949)
- Liryka Hafiza (1950)
- Charakterystyka Turków w świetle piśmiennictwa arabskiego w średniowieczu (1951)
- Awicenna (1953, redaktor)
- Studia orientalistyczne z dziejów słownictwa polskiego (1953)
- Słownik arabsko-kipczacki z okresu Państwa Mameluckiego (1954–1958, dwie części)
- Orient jako źródło inspiracji w literaturze romantycznej doby Mickiewiczowskiej (1955)
- Zarys dyplomatyki osmańsko-tureckiej (1955, z Janem Reychmanem)
- Leksyka języków tureckich (1959)
- Mamelucko-kipczacki przekład arabskiego traktatu Muhadimma "Abu-l-Lait as-Samarkandi" (1959)
- Karaims in Poland. Language, Folklore, Science (1961)

## Ordery i odznaczenia
- Krzyż Komandorski Orderu Odrodzenia Polski
- Krzyż Oficerski Orderu Odrodzenia Polski (16 lipca 1954)[2]
- Medal 10-lecia Polski Ludowej (14 stycznia 1955)[3]
- Order Nisan-Sipas (Iran)

## Nagrody i wyróżnienia
- Nagroda Państwowa II stopnia za całość działalności naukowej w minionym dziesięcioleciu w dziedzinie orientalistyki (1955)[4]
- tytuł doktora honoris causa uniwersytetów w Berlinie (1961), Tbilisi (1966) i Manchesterze (1967).